# قوباء
القوباء أو الحصف (بالإنجليزية: Impetigo) هو التهاب جرثومي في الطبقات السطحية من الجلد يصيب في أغلب الأحيان الأطفال من عمر 2 - 6 سنوات. المرض يمكن أن يصيب الأشخاص الذين يمارسون رياضات تتطلب تلامسا مثل الرجبي، كرة القدم الأمريكية والمصارعة بغضّ النظر عن العمر.

## المسببات
مكانه المفضل هو الوجه خاصة حول الانف والفم لكنه ممكن ان يحدث في أي مكان في الجسم. تسببه في الأغلب بكتيريا المكورة العنقودية الذهبية والسبحية المقيحة.معدي جدا ولذلك ينتقل إلى افراد العائلة والطلاب في المدرسة أو تراها في الأماكن حيث يزيد الازحام مثل في الجيش وأماكن لعب الرياضة والمدرسة ومكان رعاية الأطفال.
الحكة تؤدي إلى انتشار الإصابة.
يبدا الالتهاب بهذه الجرثومة فيظهر بشكل فقاعة لا يلاحظها الإنسان وتنفجر فيخرج منها الصديد الأصفر فيجف ويصبح قشرة يابسة صفراء أحيانا مخلوطة بدم فيكو ن لونها بني أو اسود، ثم تتوسع الإصابة إلى أكثر وتتحد الأماكن المصابة ويكون الجلد مجمرا تعلوه قشرة صفراء مثل الشمع، وقد تنتفخ الخلايا اللمفية في المنطقة وحتى حمى وتعب.
ممكن ان تشفى من نفسها في اسبوعين أو ثلاثة، لكن إذا كان هناك مرض جلدي موجود معها مع الاكزيما أو قمل أو الجرب فان الإصابة صعب ان تشفى من نفسها، ونسمي الإصابة بثانوية لان الاكزيما مثلا هي الإصابة الأولية.
ممكن ان تكون البكتيريا من النوع الذي يذهب إلى الكلية ويسبب مرض الكلية الحاد لكن هذا لا يحدث في كثير من الأحيان.

## العلاج
المضادات الحيوية الموضعية وكذلك النظافة:
الغسل بصابون معقم طبي
يعالج الجلد ب 5% كبريت مع زنك اوكسايد
أو يعطى حامض الفيوسيدين ثلاث مرات يوميا لمدة اسبوع واحد
في حالة الإصابة بالبكتيريا التي تؤذي الكلية (نوع من عائلة العقدية المقيحة) فيحبذ استعمال المضادات الحيوية بالفم لتفادي المشاكل

## وصلات خارجية
- NIH/Medline
- Photo (University of Iowa) نسخة محفوظة 13 أبريل 2008 على موقع واي باك مشين.
- Dermnet NZ